# Teuvo Laukkanen
Teuvo Laukkanen (n. 16 iulie 1919, Pielavesi, Kuopio Province⁠(d), Finlanda – d. 14 mai 2011, Pielavesi, Savonia de Nord, Finlanda) a fost un schior de fond ce a reprezentat Finlanda, medaliat olimpic. A participat la o ediție a Jocurilor Olimpice (1948) în care a câștigat o medalie de argint.

## Participări
Lista de mai jos prezintă principalele competiții la care a participat Teuvo Laukkanen de-a lungul carierei.
- cross-country skiing at the 1948 Winter Olympics – men's 4 × 10 km relay[*]